# Picumnus spilogaster
Picumnus spilogaster е вид птица от семейство Picidae. Видът е световно застрашен, със статут Уязвим.

## Разпространение
Видът е разпространен в Бразилия, Венецуела, Гвиана, Суринам и Френска Гвиана.